# Hampshire County (Massachusetts)
 For alternative betydninger, se Hampshire County. (Se også artikler, som begynder med Hampshire County)
Hampshire County er et county i den amerikanske delstat Massachusetts. Amtet ligger i den nordvestlige del af delstaten og grænser op til Franklin County i nord, Worcester County i øst, Hampden County i syd og mod Berkshire County i vest.
Hampshire Countys totale areal er 1 413 km² hvoraf 42 km² er vand. I 2000 havde amtet 152.251 indbyggere. Amtets administration ligger i byen Northampton.
42°19′20″N 72°37′15″V / 42.322254°N 72.620728°V